# Bassus parallelus
Bassus parallelus är en stekelart som beskrevs av Chou och Michael J. Sharkey 1989. Bassus parallelus ingår i släktet Bassus och familjen bracksteklar. Inga underarter finns listade.